# Stadium-Armory
Stadium–Armory – stacja linii niebieskiej, pomarańczowej i srebrnej metra waszyngtońskiego. Przystanek został otwarty 1 lipca 1977 roku, początkowo tylko na linii niebieskiej; składy linii pomarańczowej docierają na niego od 17 listopada 1978 roku, a srebrnej od 26 lipca 2014 roku.